# دوار امهروق (أكلموس)
دوار امهروق هي إحدى مشيخات المملكة المغربية، تتبع جغرافيا لإقليم خنيفرة وإداريًا لأكلموس. يقدر عدد سكانها بـ 2813 نسمة حسب الإحصاء الرسمي للسكان والسكنى لسنة 2004.